# Burns, Kansas
Burns là một thành phố thuộc quận Marion, tiểu bang Kansas, Hoa Kỳ. Năm 2010, dân số của xã này là 228 người.

## Dân số
Dân số các năm:
- Năm 2000: 268 người
- Năm 2010: 228 người